# Marco Mengoni
Marco Mengoni (Ronciglione, 25 december 1988) is een Italiaanse zanger.

## Biografie
Mengoni raakte in 2009 bekend bij het grote publiek door zijn deelname aan de Italiaanse versie van X Factor. Hij haalde de finale, en wist deze uiteindelijk ook te winnen. Een jaar later nam hij deel aan het prestigieuze Festival van San Remo. Met het nummer Credimi ancora eindigde hij op de derde plaats. Hij won ook de MTV Europe Music Award voor beste Europese act. In de eerste twee jaar van zijn muzikale carrière verkocht hij 220.000 cd's.
In 2013 waagde hij opnieuw zijn kans in het Festival van San Remo. Met het nummer L'essenziale wist hij met de zegepalm aan de haal te gaan. Bovendien verkoos een speciale vakjury hem als de artiest die Italië mocht vertegenwoordigen op het Eurovisiesongfestival 2013, in het Zweedse Malmö. Het was voor het eerst sedert 1997 dat de winnaar van het Festival van San Remo ook naar het Eurovisiesongfestival ging. Mengoni werd uiteindelijk zevende op het Eurovisiefestival.
In 2023 won hij met het nummer Due vite het Festival van San Remo voor een tweede maal. Daardoor mocht hij ook deelnemen aan het Eurovisiesongfestival 2023, waar hij de vierde plaats bereikte.

## Discografie

### Albums
- Re matto live (2010)
- Solo 2.0 (2011)
- Pronto a correre (2013)
- Parole in circolo (2015)
- Le cose che non ho (2015)
- Marco Mengoni Live (2016)
- Atlantico (2018)
- Atlantico Soundcheck (2019)
- Atlantico / On Tour (2019)
- Materia (Pelle) (2022)

### Singles
| Single met eventuele hitnotering(en) in de Nederlandse Top 40 | Datum van verschijnen | Datum van binnenkomst | Hoogste positie | Aantal weken | Opmerkingen                 |
| ------------------------------------------------------------- | --------------------- | --------------------- | --------------- | ------------ | --------------------------- |
| L'essenziale                                                  | 2013                  | -                     |                 |              | Nr. 69 in de Single Top 100 |

| Single met hitnotering(en) in de Vlaamse Ultratop 50 | Datum van verschijnen | Datum van binnenkomst | Hoogste positie | Aantal weken | Opmerkingen |
| ---------------------------------------------------- | --------------------- | --------------------- | --------------- | ------------ | ----------- |
| L'essenziale                                         | 2013                  | 23-02-2013            | tip31           | -            |             |